# ファンタシースターポータブル2
『ファンタシースターポータブル2』 (PHANTASY STAR PORTABLE2）2009年12月3日にセガより発売されたPSP専用ロールプレイングゲーム。
略称はPSP2、PSp2、PSPo2。

## 概要
『ファンタシースターユニバース イルミナスの野望』でのSEED事変終結より3年後の世界、リゾート型コロニー「クラッド6」が舞台。
PSUシリーズの主役であったグラール太陽系の中核団体「ガーディアンズ」は、今作にてついに民間軍事会社の「リトルウィング」にその座を明け渡した。
体験版が2009年11月1日にダウンロード版、11月9日にUMD版を配布開始。ストーリー第1章をプレイでき、マルチプレイ可能でセーブデータを製品版に引き継げる。逆に、製品版から体験版を配布することも可能。
また、前作および『ファンタシースターユニバース イルミナスの野望』で使用しているキャラクターを特典付きで引き継ぐこともできる。
キャッチコピーは「4人で進む、進化したRPG。」
2011年2月24日に本作の拡張版『ファンタシースターポータブル2 インフィニティ』が発売された。

## ストーリー
謎の生命体「SEED」の襲来。グラール太陽系に迫る危機に、反目しあいながらも最終的には4つの種族が結集、その脅威から逃れることに成功する。
そしてこの一連の事件、通称「SEED事変」より3年。資源枯渇が深刻的問題と化していたグラール太陽系では、大規模な外宇宙移民計画が進められていた。
そんな中、グラール太陽系を巻き込んだ、旧文明人による壮大な罠が動き始めようとしていた。

## ゲームシステム
基本的に前作と同じく『ファンタシースターユニバース』のゲームシステムを基にしているが、今作から一部に『ファンタシースターZERO』での要素が取り入れられている。
フォトンポイント
特殊攻撃の際に必要なポイントであり、略称はPP。
前作まではいわゆるマジックポイントのような概念で、武器ごとにポイントが割り当てられていたが、
今作ではHPやブラストゲージと同様のキャラクターステータスとなり、同時にスタミナゲージとしての概念に近くなっている。
レベルが上昇しても最大値は基本的に固定である代わり、消費しても時間経過によって大きく回復していく。なお、種族毎に最大値と回復率が異なっている。
緊急回避
任意の方向に前転してエネミーの攻撃を回避する。『ファンタシースターZERO』より導入された新アクション。PPを消費することで行う。
任意防御
ガードボタンを押すことでエネミーの攻撃を防御する。新たに追加された左手装備の「シールド」と、ロッド以外すべて両手武器で可能。
PPを消費することで行い、0になると強制解除される。敵の攻撃が当たる瞬間に防御するとジャストガードとなり、ダメージ及びPPの消費を無効にする。
シールドで成功させると「シールドアーツ」が発動し、衝撃波を発して前方のモンスターにダメージを与える。威力は装備しているシールドの持つ攻撃力に準ずる。
チャージショット
ボタン長押しによる溜め射撃。射撃アクションと攻撃方法が大きく変化し、それまでの射撃武器が持ち得なかった高い単発威力を発揮できる。
チェインコンボ
『ファンタシースターZERO』を原型としたシステム。通常攻撃を連続してヒットさせることで、次にヒットした△ボタンによる攻撃(スキルやチャージショット、△にセットしたテクニック）の威力を倍増させる。
ミラージュブラスト
「ヒューマン」と「ニューマン」はある一定のレベルに達し、条件を満たすと幻獣を召喚して攻撃可能となる。「ビースト」の「ナノブラスト」、「キャスト」の「SUVウェポン」に相当する。
サポートキャラクター
同じセーブデータにいる他のプレイヤーキャラや、マルチプレイ時に登録した他プレイヤーのキャラを、パートナーキャラクターと同様のNPCとしてパーティーに参戦させることができる。
作戦
『ファンタシースターZERO』より移植。パートナーキャラクター・パートナーマシナリーやサポートキャラクターに作戦指示が可能になった。
タイプカウンター
新たに追加された「タイプエクステンド」や「アビリティカスタマイズ」で、装備可能な武器の種類や、その他特殊効果などを自分好みにカスタマイズすることが可能になった。
これにより、クラスは打撃武器を扱い接近戦に強い「ハンター」、射撃武器を扱い命中力に優れる「レンジャー」、法撃武器を扱い強力なテクニックを放つ「フォース」に加え、新たに追加された片手武器とトラップ全般が得意な万能職「ブレイバー」の4クラスにまとめられ、またそのクラスが得意としない武器種類やテクニックも使用可能になった。
マイルーム
『ファンタシースターユニバース イルミナスの野望』と同じく、マイルームを自分好みにカスタマイズが可能になった。
オートワード
ミッションを開始した時、ダメージを受けた時、回復した時など様々なシチュエーションで、予め設定しておいた台詞が自動的に発言される。入力されていない場合は発言もしない。実際にオートワードが出るのはマルチモードのみだが、アップデート版『ファンタシースターポータブル2 インフィニティ』ではストーリーモードでも機能するようになった。

## インターネットマルチモード
PSPのインフラストラクチャー・モードに対応。また無線LANを介して全国のプレイヤーとマルチモードが楽しめる。チャット対応、プレイヤーカード交換有り、キャラクター検索機能搭載。また協力プレイだけでなく、ファンタシースターオンラインシリーズのようにプレイヤー同士のバトルモードも可能。2012年2月22日に終了した。

## 登場人物

### 主要人物
プレイヤー（主人公）
声 - 多数の声優から選択可能
プレイヤーの分身。
もとはフリーの傭兵で、海底レリクスにてスタティリア（旧文明の自律起動兵器）からエミリアをかばい死亡しているが、エミリアに宿る旧文明人ミカによって蘇生させられている。
息を吹き返したのはクラッド6内部であり、そこでクラウチに勧誘され民間軍事会社「リトルウィング」に入社することになる。瞬く間に高い能力を発揮しエースとして名を馳せ、仲間たちからも中心人物として頼られるようになる。
エミリアやナギサからはパートナーとして、ミカにはエミリアの守り手として、ユートには自分の上をいく実力者として、クラウチやウルスラには期待のエースとして頼りにされていく。
前作とPS2/PC版のオンラインモードからキャラクターデータを一部インポートすることが可能であるが、ゲーム中では基本的に別人という扱いである。
エミリア・パーシバル
声 - 斎藤千和
16歳。リトルウィング所属の女性ヒューマン・ブレイバー。
過去の記憶・記録を一切持たずそれについて語ることはないが、数回見ただけのカーシュ族の文字を短時間で理解するなど、天才的な観察力と演算能力の持ち主である。
元は孤児の身からガーディアンズに養育された研究従事者であり、3年前リュクロスに一度赴いた際にSEEDフォームに襲われ死亡しており、居合わせたミカの力によって生き返っている。
ミカ　
声 - 大原さやか
エミリアに宿っている、神秘的な雰囲気を持つ謎の女性。肉体は持たず、現在はエミリアの肉体に同居している。
かつて滅んだ旧文明人ではあるが、同じ旧文明人が計画した現代への無理矢理な復活計画を望んでおらず、その計画を阻止するためプレイヤーにも協力を申し込む。
ユート・ユン・ユンカース
声 - 沢城みゆき
15歳。惑星モトゥブに住居を構えるカーシュ族の男性ニューマン（実際はビーストとニューマンのハーフ）・ハンター。
カムハーンによって村を滅ぼされ、大地神（つちがみ）として崇めていたレッドタブレットを奪われてしまう。以降はカムハーン相手に闘志を燃やし、大地神を取り戻そうと躍起になる。
カーシュ族の中でも最も勇敢だったという兄が残した言葉である「死に触れることで強くなれる」という意味を知るため行動を共にする。エミリアにおごってもらって以来、プリンが大好物であり目が離せないということから弟扱いされている。また「死に触れた」という主人公のことを聞き、どうすればそれだけ強くなれるのかと興味津々。
クラウチ・ミュラー
声 - 藤原啓治
34歳。リトルウィングの代表を務める男性ビースト・レンジャー。エミリアの保護責任者でもあるが、昼間から酒ばかり飲んだりなど責任放棄とも取れる態度を見せている。
元は名うての刑事で、かなり活躍していたが、捕まえた犯人の逆恨みで妻子を失ってしまい、そのショックで現在のような状態にある。
エミリアに対し投げやりな態度を見せるのは誰も巻き込まないようにするためであり、極力エミリアとの接触を避けていたが、亡くした娘とエミリアがそっくりであったため、彼女を引き取ることになった時点ですでにその目論みはずれ始めていた。
ウルスラ・ローラン
声 - 田中敦子
32歳。女性ニューマン・フォース。スカイクラッド社の社員にしてリトルウィング社長。
様々な分野でマルチな才能を発揮するが、それゆえ多忙な日々を過ごす生活をしている。クラウチやチェルシーとは旧知の間柄である。
ルミア・ウェーバー
声 - 川澄綾子
17歳。ガーディアンズ所属の女性ヒューマン。「英雄の妹」という肩書に負けないように日々努力している。
チェルシー
声 - 戸松遥
リトルウィングの受付嬢兼接客係である女性キャスト。
元は同盟軍の教官であり、現在の同盟軍総司令官であるフルエン・カーツの教官であった。
同盟軍にいたころは現在とはまるで姿形や口調が大きく違っていたようで、壮絶な鬼教官ぶりから「硝煙女帝（ガンメタルエンプレス）」の二つ名をもって恐れられていた。
シズル・シュウ
声 - 福山潤
20歳。男性ヒューマン。幾度となくプレイヤーとエミリアの前に立ちはだかる。その正体は旧文明人の王カムハーンに乗っ取られており、本来の彼の人格ではない。
素性はインヘルト社代表であるナツメ・シュウの息子。天才的な頭脳を持った誠実な青年であり、責任感の強い性格。エンディング次第では彼の生死が分岐する。
カムハーン
声 - 福山潤
旧文明人の王。本作の黒幕にしてラストボス。非常にプライドと独占欲が強く、自らを天に浮かぶ太陽に例え、太陽王と呼称する。
シズル・シュウが亜空間に触れたときに彼の身体を乗っ取り、現代への回帰を望む旧文明人の意識が集う「マガハラ」をグラールに繋げてグラール全体を乗っ取るため亜空間を利用する。
生前はミカの夫でもあるが、彼女とは旧文明が滅ぶ前から敵対していた。また50人以上の妻と100人以上の子供がいたが、愛情などは欠片もなく「自分しか信じられない」人間であった。

### その他
バスク
声 - 中田譲治
男性キャスト。主人公が最初に会話することになる人物。元はフリーの傭兵で、のちにプレイヤーと同じく「リトルウィング」の一員となる。
本人曰く、昔は教鞭を執る立場だったらしい。
クノー
声 - 沢城みゆき
リトルウィング所属の女性ヒューマン。エミリアの入社当時、彼女の教育を担当していた。

## 開発スタッフ
- プロデューサー - 酒井智史
- シニアディレクター - 寺田貴治
- ディレクター - 木村裕也
- 開発担当 - アルファ・システム

## 企業との提携
今作はさまざまなキャラクター、企業とのコラボレーションが目玉となっている。

## オフラインイベント
当作品に関連し、オフラインイベントとして「全国ファン感謝祭2010」が開催されている。

## Web番組
『グラールチャンネル5 presents「Fun!Fan!ファンタシースターポータブル2」』は2009年9月3日から2010年2月26日まで公式サイトにて配信されていたWeb番組。バラエティやニュース形式をとりながら、解りやすい解説で本作の魅力を伝える情報番組としている。出演はプロデューサーの酒井智史と声優の能登有沙、小倉唯。全10回。